# 신안공설운동장
신안공설운동장(新安公設運動場, Sinan Public Stadium)은 대한민국 전라남도 신안군에 있는 스포츠 시설이다. 천연잔디 필드와 우레탄 트랙이 갖춰진 경기장이며, 2016년 10월에 준공되었다.

## 참고 문헌
- “신안공설운동장”. 전라남도체육회. 2021년 5월 15일에 원본 문서에서 보존된 문서. 2021년 5월 15일에 확인함.
- 《전국 공공체육 시설 현황 (2017년말 기준)》. 대한민국 문화체육관광부. 2019.
- 《2020년 전국 공공체육시설 현황 (2019년말 기준)》. 대한민국 문화체육관광부. 2021.
- 《2023 전국 공공체육시설 현황 (2022년 12월말 기준)》. 대한민국 문화체육관광부. 2024.